# Love Story (manhwa)
Love Story - La seduzione è più intrigante dell'amore? (사랑보다 아름다운 유혹?) è un manhwa di Hyeon-Sook Lee. In Italia è stato pubblicato da J-Pop.

## Trama
Da Yoon Jung è una giovane donna assunta come supplente in un istituto. Durante le lezioni nota le insistenti occhiate di Ryu min, suo allievo, e chiestogli spiegazioni il ragazzo le confessa senza mezzi termini di amarla e trovarla molto attraente. Decisa a rifiutare le attenzioni del ragazzo e a troncare sul nascere ogni eventuale sviluppo amoroso, Da Yoon si sente comunque lusingata e senza porsi troppi interrogativi finisce per imbattersi sempre più spesso nel giovane da lei ossessionato.
Ad opporsi alla relazione fra insegnante ed allievo vi sono Gyu Woon, fratello della giovane donna, legato a Ryu Min da un passato misterioso e Hyun Woo, collega ed amico di Da Yoon, che ne è innamorato da sempre.
Di fronte alle pressioni dell'amico e collega, Da Yoon non può che rimanere confusa, incapace di decidere e d'accettare le profferte amorose dell'uomo che ha sempre visto come migliore amico ed intimo confidente. A ciò si aggiunge la rivelazione improvvisa del fratello, Gyu Woon, che le racconta di come abbia conosciuto Ryu Min: erano compagni di scuola ed entrambi erano innamorati della stessa professoressa, Eun Kyung. Quando questa aveva finito per troncare la relazione con Ryu Min , è rimasta coinvolta in un incidente stradale assieme al ragazzo, perdendo la vita.
Quel che però Gyu Woon tace alla sorella è che lo stesso Ryu Min gli ha in seguito confidato di aver cercato di uccidersi e di uccidere la professoressa in quell'incidente, dato che proprio il suo rivale, Gyu Woon, gli aveva precedentemente raccontato che Eun Kyung stava per sposarsi, ed ella non aveva negato. Il ragazzo tace perché schiacciato dal senso di colpa dovuto al fatto di aver raccontato una menzogna sul conto della donna che amava e averne poi provocato indirettamente la morte.
Da Yoon rimane molto colpita dalle rivelazioni del fratello ed immagina di essere amata dall'allievo solo come sostituta della professoressa morta che le somiglia tanto. Quando Ryu Min nega di amarla al posto di Eun Kyung, i due consumano la loro relazione, divenendo ufficialmente amanti.
Dopo di ciò però, lo stesso studente segnala l'accaduto al preside. Da Yoon preferisce licenziarsi pur di non perdere Ryu Min e gli offre di fuggire con lei per una vacanza romantica. Lui accetta ma non si presenta all'appuntamento.
Ryu Min infatti sparisce improvvisamente, senza lasciare tracce né a scuola né a casa.
Da Yoon non può che rimanerne addolorata, ma riesce ad andare avanti: ritrova impiego come insegnante, si riavvicina a Hyun Woo ed un giorno, inaspettatamente, riceve una chiamata dal ragazzo che ancora ama.

## Personaggi
Jung Da Yoon
Giovane insegnante, a volte goffa per la poca esperienza, prende particolarmente a cuore i ragazzi della sua classe. Particolarmente sensibile, Da Yoon è anche una grande romantica, capace di sognare dopo anni, di trovare l'amore coll'ex-compagno di scuola Young Min o coltivare una relazione “proibita e scandalosa” coll'allievo Ryu min.
Ryu Min
Con l'atteggiamento bullo e conquistatore Ryu min inizia a sedurre e a corteggiare la giovane professoressa Da Yoon, colpito dalla somiglianza fisica della giovane donna con la sua vecchia fiamma ed insegnante Eun Kyung. Fidanzato ufficialmente con Ha Young, Ryu Min è molto distaccato verso la ragazza, preferendo rivolgere le sue attenzioni a Da Yoon, che segue e pedina ossessivamente.
Nam Hyun Woo
Vecchio compagno di studi di Da Yoon ed attualmente anche lui insegnante nello stesso istituto dell'amica. Sin dai tempi di scuola è innamorato di Da Yoon, ma nonostante le gentilezze e i regali offerti alla ragazza, questa non se ne è mai accorta, seguitando a trattare Hyun Woo come un semplice amico anche ora che sono entrambi due adulti maturi ed indipendenti.
Goffo e squattrinato, non può che vedere come propri rivali Young Min e il giovane Ryu Min, per i quali Da Yoon prova una forte e palese attrazione.
Ha Young
Fidanzata ufficiale di Ryu Min, conosce il suo ragazzo all'ospedale, proprio dopo che egli è sfuggito alla morte in un incidente stradale. Possessiva e provocante, Ha Young è molto suscettibile per quanto riguarda Ryu Min e, di fronte a rivali sue coetanee, non esita ad usare la violenza. Astiosa, naturalmente, nei confronti della professoressa Da Yoon, finisce tuttavia per accettare di aver perso contro di lei, rompendo con Ryu Min.
Me Sun
Studentessa compagna di classe di Ryu Min e Ha Yoiung. Particolarmente affezionata alla supplente Da Yoon, cui si sente affine per la giovane etàe il carattere empatico di quest'ultima, finisce per un malinteso ad essere accusata dalla sua beniamina di aver tentato di rubare le soluzioni del test futuro. Incapace di scagionarsi, si rappacifica con la docente solo grazie alla mediazione di Ryu Min.
Gyu Woon
Fratello di Da Yoon e brillante studente universitario. Studioso e ben poco interessato alla vita mondana, Gyu Woon nasconde sotto lo sforzo scolastico, il dolore e l'aridità che ha provocato la perdita della donna che amava, Eun Kyung. Preoccupato per la sorella, non nasconde la sua ostilità al teppista Ryu Min.
Young Min
Seonbae (equivalente del “senpai” giapponese) di Da Yoon. Per il ragazzo, appassionato di cinema dell'orrore, Da Yoon aveva una vera e propria cotta che, anche a distanza di anni, non riesce a dimenticare. Quando si decide di sposarsi, si confida subito con la hubaei (“kohai”), non immaginando di provocarle grande dolore e gelosia.
Moo Young
Insegnante di danza e conoscente di Da Yoon, cui si avvicina per farsi organizzare un appuntamento combinato col collega Hyun Woo.
Eun Kyung Choi
Ex-professoressa di Ryu Min e Gyu Woo, rimane uccisa nello stesso incidente che lascia traumatizzato Ryu Min. Con quest'ultimo la docente aveva da tempo una relazione amorosa, che suscitava forte invidia nei confronti di Gyu Woon, anche lui innamorato della giovane donna. Di fronte alle false dicerie su un suo presunto matrimonio, l'insegnante non nega di aver intenzione di sposarsi e Ryu Min, pazzo di gelosia, decide di fare in modo di ucciderla.

## Manhwa
Oltre che in Italia, manhwa è anche stato portato per due volumi in inglese da Tokyopop, con il titolo Seduction More Beautiful Than Love, in Germania dalla divisione tedesca di Panini sotto Planet Manga, col titolo Verführung und Liebe, e in Francia da Saphira col titolo Plus Beau Que l'Amour.

### Volumi
| Numero                                                                             | Data Corea del Sud | ISBN originale | Data Italia       | ISBN Italia   |
| ---------------------------------------------------------------------------------- | ------------------ | -------------- | ----------------- | ------------- |
| Love Story - La seduzione è più intrigante dell'amore? 1 (사랑보다 아름다운 유혹1) | 15 maggio 2004     | 9788952877642  | 12 gennaio 2006   | 9788888388922 |
| Love Story - La seduzione è più intrigante dell'amore? 2 (사랑보다 아름다운 유혹2) | 15 settembre 2004  | 9788952882592  | 22 febbraio 2006  | 9788889574539 |
| Love Story - La seduzione è più intrigante dell'amore? 3 (사랑보다 아름다운 유혹3) | 15 dicembre 2004   | 9788952887207  | 22 marzo 2006     | 9788889574829 |
| Love Story - La seduzione è più intrigante dell'amore? 4 (사랑보다 아름다운 유혹4) | 30 aprile 2005     | 9788952893246  | 1 agosto 2006     | 9788889574836 |
| Love Story - La seduzione è più intrigante dell'amore? 5 (사랑보다 아름다운 유혹5) | 15 agosto 2005     | 9788952898388  | 12 settembre 2006 | 9788861230088 |